# Alexander Jan Cuza
Alexander Jan Cuza (Roemeens: Alexandru Ioan Cuza) (Huși, Moldavië, 20 maart 1820 – Heidelberg, Duitsland, 15 mei 1873) was van 1859 tot 1862 vorst van de verenigde vorstendommen  Moldavië en Walachije en daarna van 1862 tot 1866 als vorst van het gevormde Roemenië.
Hij was een telg uit een oud bojarengeslacht en groeide op in Parijs. Na zijn studies te Pavia en Bologna werd hij in Moldavische dienst stadhouder van Galați en directeur van een afdeling van het ministerie van Binnenlandse Zaken. Door zijn huwelijk met de bojarendochter Elena Rosetti was hij aan de gehele plaatselijke hoge adel verwant. In het revolutiejaar 1848, waarvan ook Moldavië en Walachije niet gevrijwaard bleven, sloot hij zich aan bij de Patriottische Partij. De onlust in Moldavië werd al snel de kop ingedrukt, maar in Walachije wisten de revolutionairen de macht te grijpen. Alexander Jan speelde hierin een prominente rol en toonde zijn relatief liberale gezindheid. Hij werd na de Russische intocht gearresteerd, maar wist snel te ontsnappen en keerde terug naar Moldavië.
Hij nam dienst in het leger en steeg al snel tot de rang van kolonel. In de Moldavische nationale vergadering van 1857, die in het kielzog van de Krimoorlog ten doel had een vorst voor Moldavië te kiezen, speelde hij opnieuw een prominente rol, waarin hij – in tegenstelling tot wat de Europese grote mogendheden voor ogen hadden – voor een vereniging van Moldavië en Walachije pleitte.
Bij gebrek aan een buitenlandse kandidaat werd hijzelf in 1859 als Alexander Jan I tot regerend vorst van Moldavië (5 januari) en Walachije (24 januari) gekozen. In tegenstelling tot Napoleon III erkende de reactionaire regering van de Oostenrijkse keizer Frans Jozef I hem echter niet en weigerde deze de personele unie tussen de twee staten op het Congres van Parijs van 1858 te erkennen. Onder andere hierdoor erkende ook de Verheven Porte de unie aanvankelijk niet. Sultan Abdülaziz – in naam nog altijd Alexander Jans suzerein – erkende deze uiteindelijk op 23 december 1861 wel, waarna Moldavië en Walachije op 24 januari 1862 formeel werden verenigd tot Roemenië met als hoofdstad Boekarest. In 1864 stelde Alexander Jan I de eerste Roemeense ridderorde, de Orde van de Ster van Roemenië in.
Op het portret hiernaast draagt hij de sterren van de Turkse Orde van Osmanie of Nișan-ı Osman en de Orde van de Eer of Nișan-ı Ali imtiyaz. Hij draagt ook de ster van een Grootkruis in de Russische Orde van de Witte Adelaar en de Savoyaanse Orde van Sint-Mauritius en Sint-Lazarus.
Alexander Jan schafte, gesteund door premier Mihail Kogălniceanu, de lijfeigenschap af, verdeelde naar Frans voorbeeld het grootgrondbezit van de kloosters onder de boeren en stichtte scholen en universiteiten (in Iași en Boekarest), maar veroorzaakte door zijn centralistische beleid ook ontevredenheid. Hij trachtte te regeren in de stijl van Napoleon III, maar raakte in financiële problemen en haalde zich het misnoegen van de grootgrondbezitters en delen van de middenklasse op de hals. Een groep officieren drong op 22 februari 1866 zijn paleis binnen en dwong hem zijn abdicatie te tekenen. Hij werd uitgewezen en bracht de rest van zijn leven door in ballingschap. De Roemeense regering benoemde op 26 maart 1866 de Duitse prins Karel (Carol) van Hohenzollern-Sigmaringen tot nieuwe vorst.
Van 1966 tot 1989 stond zijn afbeelding op het bankbiljet van 50 Roemeense leu.
Alexander Jan I ·
Carol I ·
Ferdinand I ·
Michaël I ·
Carol II ·
Michaël I